# Alexeter erythrocerus
Alexeter erythrocerus là một loài tò vò trong họ Ichneumonidae.